# Quốc lộ 8 (Đài Loan)

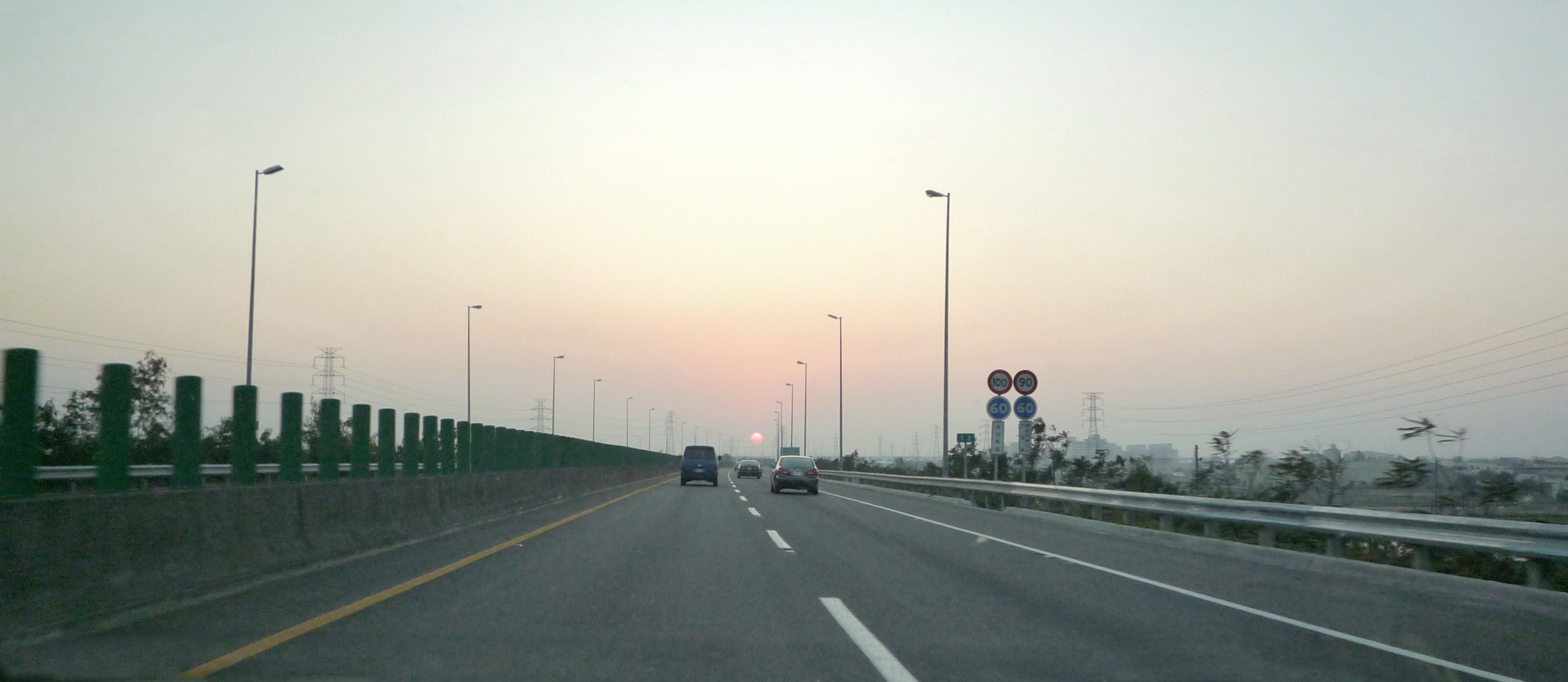
Quốc lộ 8

Quốc lộ 8 (tiếng Trung: 國道8號) là một đường cao tốc ở Đài Loan bắt đầu từ An Nam, thành phố Đài Nam và kết thúc tại Tân Hóa, Đài Nam trên tỉnh lộ 20.

## Độ dài
Tổng độ dài là 15,5 km (9.6 miles).

## Thành phố chính trên tuyến
- Thành phố Đài Nam

## Làn
Số làn cho mỗi hướng như bên dưới.
- 2 làn:
- Đầu Đài Nam - cuối Tân Hóa